# 紫缨乳菀
紫缨乳菀（学名：Aster chromopappa）是菊科紫菀属的植物。分布于俄罗斯以及中国大陆的新疆等地，生长于海拔2,000米的地区，多生于山坡草地，目前尚未由人工引种栽培。